# Насіння

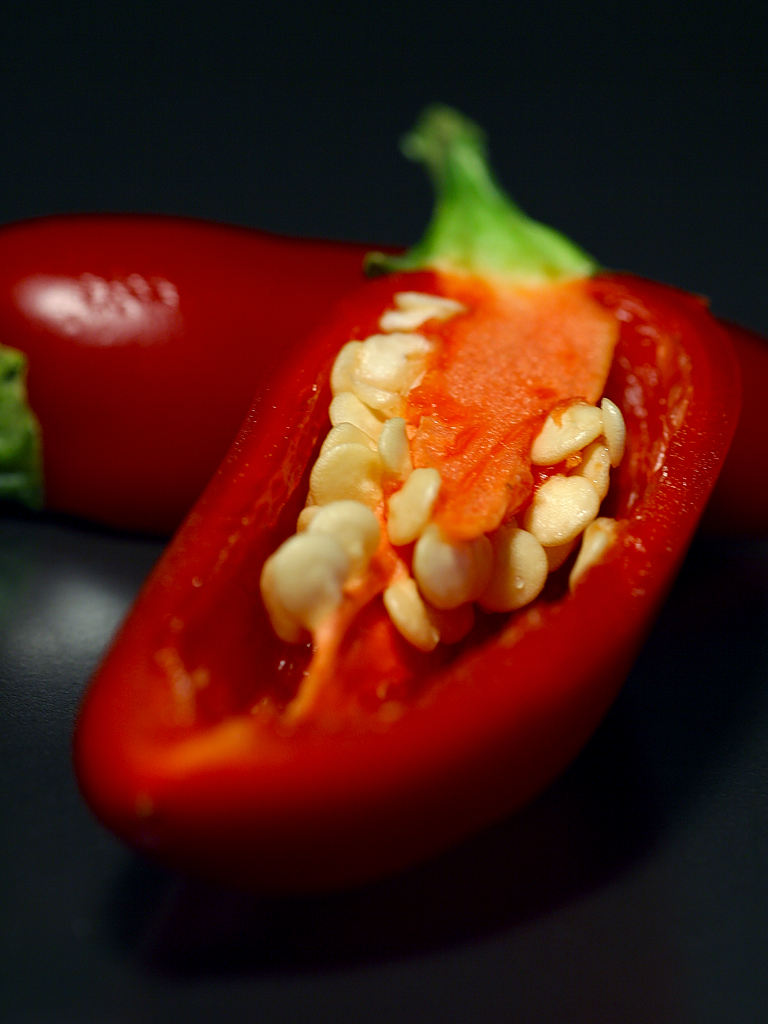
Розрізаний зрілий червоний перець з насінням

Розрізане насіння авокадо: видно насіннєвий покрив, ендосперм і зародок

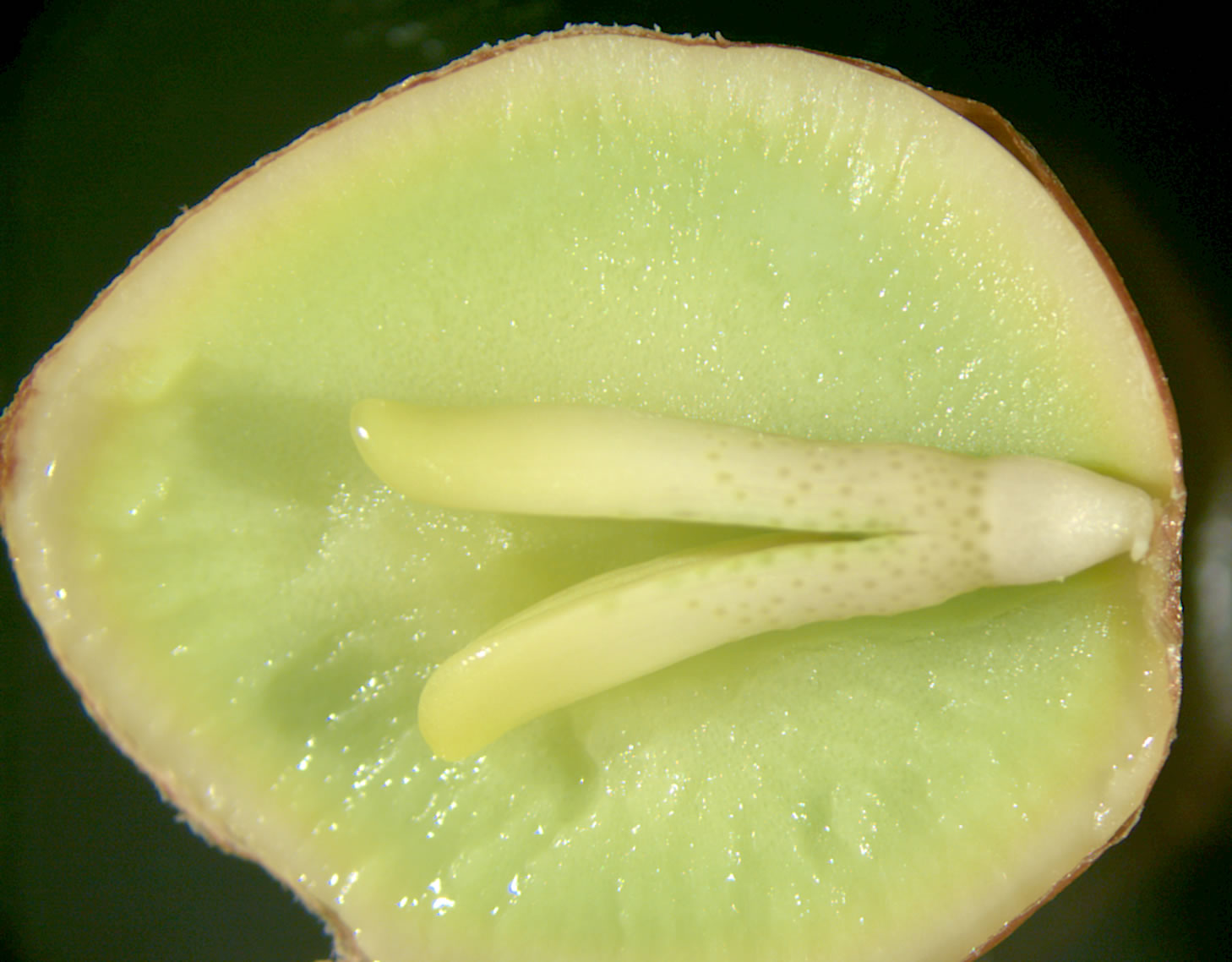
Розрізане насіння гінкго: видно добре розвинений зародок, поживну тканину (мега-гаметофіт), та ділянку насіннєвого покриву

Насі́ння — відтворююча структура вищих рослин (покритонасінних і голонасінних). Розвивається з заплідненого яйця і складається з зародка і запасу живлення, які оточені й захищені від зовнішнього середовища насіннєвою шкіркою, яка називається теста. Запас живлення міститься або в спеціальній живильній тканині — ендоспермі, або, як у дводольних, у самому зародку. Насіння покритонасінних розміщене всередині плоду, у той час як у голонасінних воно нічим не захищене і розміщене на жіночій шишці. Проростання насіння дає життя новій рослині.
Насіни́на — генеративний орган рослини, який складається з зародка і поживних речовин.

## Утворення та дозрівання насіння
Після запліднення зигота певний час (від кількох годин до кількох діб) перебуває в латентному стані, протягом якого вона збільшується в об'ємі, маточка розширюється, у ній посилюється синтез РНК і нових білків. У цей час відбувається інтенсивний поділ вторинного (триплоїдного) ядра, і тканина ендосперму швидко заповнює зародковий мішок. Спочатку утворюється велика кількість ядер, а потім між ними виникають перегородки, утворюючи клітини, що продовжуються ділитися. В одних рослин ендосперм повністю витрачається під час формування зародка (бобові, гарбузові), а в інших — зберігається в зрілому насінні (злакові). Для розвитку ендосперму необхідні ауксини і цитокініни, які надходять з нуцелуса. Після нагромадження певної кількості поживних речовин в ендоспермі, починає свій розвиток зигота, даючи початок зародку насінини.
Зародок проходить ряд послідовних фаз розвитку. Для більшості дводольних це наступні етапи: проембріо, глобулярна, серцеподібна, торпедоподібна (торпедо) та дозрівання.
Формування зародка починається з ділення зиготи впоперек до поздовжньої осі зародкового мішка. Верхня клітина, що лежить ближче до пилковходу, утворює підвісок, який відсовує нижню клітину в середину до ендосперму. Підвісок в одних видів рослин залишається одноклітинним, у інших — ділиться впоперек і стає багатоклітинним, усе більше відсовуючи нижню клітину в ендосперм. Нижня клітина розростається у передзародок насіння, що має кулясту форму. Він ділиться на чотири клітини двома перпендикулярними перегородками, потім кожна з них ділиться ще на дві. Спочатку клітини більш-менш однорідні. У міру подальшого ділення відбувається диференціація клітин на зародковий корінець, зародкове стебло, зародкові листки (сім'ядолі) і зародкову бруньку. На цей час насіннєвий зародок перетворюється на насінину, його покриви і залишки ендосперму утворюють шкірку насінини.
Отже, зигота росте шляхом багатократного мітотичного ділення, перетворюючись на багатоклітинний зародок, який складається з первинного пагона або плюмули, первинного кореня та однієї (в однодольних) чи двох (у дводольних) сім'ядолей. Плюмула складається зі стебла, першої пари справжніх листочків та термінальної бруньки. Якщо запасною тканиною служать сім'ядолі, то вони ростуть за рахунок ендосперму, який може при цьому зовсім зникнути.
Після запліднення насінний зачаток уже називають насіниною, а зав'язь — плодом. В міру розвитку насіння зав'язь перетворюється на дозрілий плід і його стінки називають перикарпієм. Решта частин квітки в'януть, відмирають і опадають. Сформована насінина — типовий продукт статевого розмноження у покритонасінних рослин. Таке розмноження забезпечує переваги певному виду, котрі пов'язані з генетичною мінливістю.
В насінині, що розвивається, ріст зародка, а інколи й ендосперму відбувається в зародковому мішку. При цьому оточуючий його нуцелус руйнується, постачаючи зародку поживні речовини. Деколи поживні речовини (крохмаль, рідше жири) відкладаються у периспермі. Перисперм подібний до ендосперму, але утворюється з нуцелусу і має диплоїдний набір хромосом. Надалі постачання поживних речовин забезпечує провідний пучок фунікулуса — ніжки насінного зачатка, яка залишає на поверхні зрілої насінини слід — рубчик. Мікропіле зберігається у вигляді маленької пори в шкірці насінини, через нього надходить кисень і вода при майбутньому проростанні насінини. Насіннєва шкірка (теста) — це тонкий захисний шар, що утворюється з інтегументів.
Для різних рослин установлено, що насіння, яке розвивається, є центром синтезу ауксину, гібереліну, цитокінінів, абсцизової кислоти, етилену і бразиностероїдів. Деякі гормони поставляються з матернальної тканини флоемним потоком або активним транспортом. Рослинні гормони регулюють різноманітні фізіологічні процеси в насінні. Ауксини, цитокініни і брассиностероїди контролюють клітинний поділ і пластичніть клітинної стінки. Гіберелін в координації з абсцизовою кислотою врівноважує процеси насінневого покою і пробудження. Крім гормонів, у плодах та насінні виявлено й інші біологічно активні речовини: саліцилову, ферулову, п-кумарову кислоти.
Гістохімічні та біохімічні дослідження свідчать, що процеси запилення й запліднення викликають значний підйом фізіологічної активності, що прискорює надходження багатьох пластичних і фізіологічно активних речовин до репродуктивних органів. Процес дозрівання характеризується як зовнішніми — морфологічними, так і глибоко внутрішніми фізіолого-біохімічними змінами та перетвореннями в рослинному організмі.
Так, під час дозрівання злаків у їх насінні поступово знижується вміст води і зростає кількість сухої речовини. Процес дозрівання зернівок у злаків охоплює такі етапи зрілості: молочна, воскова та повна з відповідним умістом води в зернівках: 50-65 %, 25-40 % і 13-15 %. За час дозрівання проходить відтік пластичних речовин із стебел і листків, в зернівках збільшується вміст вуглеводів, білків і загальна вага сухої речовини зерна.
Паралельно з процесом перегрупування та перебудови органічних речовин між певними частинами рослинного організму, спостерігаються і морфологічні зміни: зелене забарвлення поступово змінюється, спочатку набуває сіруватого, а далі жовтіє, переходячи в золотисто-жовтий.
В насінні однодольних і дводольних рослин, в ендоспермі й сім'ядолях неперервно зростає абсолютний і відносний вміст білків, полісахаридів, запасних жирів; втрата води обумовлює зниження гідрофільності колоїдів, абсолютна вага зернівок зростає у 2,5-3 рази в порівнянні з восковою.
Отже, під час дозрівання насіння переважають синтетичні процеси і поступове їх зневоднення. На завершальних стадіях дозрівання насіння вміст води в ньому зменшується до 10-15 %. Це супроводжується зниженням метаболітичної активності і є кроком для переходу насіння до стану спокою.
Дозріле насіння, як правило, зразу ж не може прорости. Упродовж одного-двох місяців, а у деяких рослин і 5-6 місяців у насінні проходять процеси фізіологічного (післязбирального) дозрівання. Це відбувається під час проходження стану фізіологічного спокою.
Таким чином, із заплідненої диплоїдної яйцеклітини формується зародок насінини, а із вторинної триплоїдної клітини — поживна тканина (ендосперм), покриви насінного зачатка перетворюються в покриви насінини, а стінка зав'язі, розростаючись, утворює оплодень.

## Схожість насіння
Схожість насіння — це його здатність давати за певний термін нормальні проростки (в лабораторії) або сходи (в польових умовах). Схожість сильно залежить від умов пророщування і від умов зберігання насіння. Зазвичай схожість виражається у відсотках (відсоток насіння, яке зійшло, від загального числа насіння).
При тривалому зберіганні насіння його схожість падає. Насіння деяких рослин втрачає здатність до проростання вже через 2-3 тижні (наприклад, насіння більшості видів верб при температурі 18-20°С повністю втрачає схожість протягом місяця). Схожість насіння більшості культурних рослин помітно знижується через 2-3 роки. Насіння лотоса в торфі зберігає схожість не менше 250 років (за деякими даними, більше тисячі років). Збережене у вічній мерзлоті насіння люпину арктичного вдалося проростити через 10-12 тис. років.

## Умови проростання насіння

### Температура
Насіння рослин проростає при позитивній температурі. Температура, що потрібна для початку проростання значно відрізняється у рослин різних таксономічних груп та географічних регіонів. У середньому насіння рослин полярних і помірних широт проростає при більш низькій температурі, ніж насіння субтропічних і тропічних видів. Відрізняються також оптимальна температура проростання, при якій спостерігається найбільша схожість і максимальна.
Насіння деяких рослин витримують періоди короткочасного впливу високої температури під час лісових пожеж, після яких створюються сприятливі умови для проростання. Крім того, вогонь сприяє відкриванню плодів деяких видів рослин, які мають стійкість до дії вогню.

### Кисень
Важливо надходження кисню до насіння, відповідно при застоюванні води, насіння не отримує кисень і може бути знищено, або затримано в розвитку.

### Волога
Для різних видів насіння потрібний різний ступінь зволоженості ґрунту. Занадто сильне зволоження є більш розповсюдженою причиною загибелі насіння ніж посуха.

### Стратифікація
Стратифікація — витримування насіння при низьких позитивних температурах.

### Скарифікація
Скарифікація — пошкодження механічним або хімічним впливом оболонки насіння, необхідне для їх проростання. Це зазвичай потрібно насінню з товстою і міцною насіннєвою шкіркою, наприклад, деякі бобові.
У природі скарифікуючим агентом може служити вплив бактерій і гумінових кислот ґрунту, а також проходження через шлунково-кишковий тракт різних тварин.
Насіння деяких рослин не можуть прорости в природі без проходження через кишку птахів. Так, насіння кальварії вдавалося пророщувати тільки після їхнього проходження через кишку домашніх індичок або обробки полірувальною пастою.
Деякому насінню потрібні одночасно і скарифікація, і стратифікація. А такі рослини, як глід проростають після скарифікації і подвійної стратифікації, тобто після двох зимових періодів спокою.